# Jan Stankiewicz (działacz białoruski)
Jan lub Janka Stankiewicz ps. „Braczysłau Skarynin”, „J. Januczonak” (ur. 26 listopada 1891 w Orleniętach, zm. 16 sierpnia 1976 w Hawthorn w Stanach Zjednoczonych) – białoruski działacz narodowy i polityk. Poseł na Sejm II RP II kadencji (1928–1930). Brat księdza Adama Stankiewicza.

## Życiorys
W czasie I wojny światowej walczył w rosyjskim wojsku, dostał się do niewoli austriackiej. W latach 1918–1921 uczestniczył w pracach nad utworzeniem niepodległego państwa białoruskiego, zajmował się m.in. negocjacjami politycznymi ze strona litewską.
Pierwsze nauki pobierał w szkole miejskiej w Oszmianie, później kształcił się w prawosławnym seminarium duchownym w Wilnie. Po ukończeniu gimnazjum białoruskiego w Wilnie studiował filozofię na Uniwersytecie w Pradze. W 1923 roku, podczas studiów, był jednym z autorów białoruskojęzycznego czasopisma „Biełaruski Student”, w którym pisał pod pseudonimem B. Skarynicz. Studia ukończył w 1927 roku. W latach 1927–1940 był lektorem języka białoruskiego na Uniwersytecie Stefana Batorego, od 1928 do 1932 roku również w Warszawie.
W 1928 roku wybrano go na posła z listy Bloku Mniejszości Narodowych w okręgu Lida. Redagował miesięcznik „Rodnaja Mowa”, działał w Białoruskim Towarzystwie Naukowym.
W 1939 roku zaangażowany w działalność Komitetu Białoruskiego w Gdańsku, więziony przez polskie władze w Wilnie, rok później zakładał Partię Białoruskich Nacjonalistów, był również zaangażowany w pertraktacje polsko-białoruskie w 1942 roku.
Po II wojnie światowej przebywał na emigracji w RFN (wykładał m.in. na Ukraińskim Wolnym Uniwersytecie w Monachium) i USA. Został pochowany na cmentarzu w South River w New Jersey.
Został odznaczony m.in. estońskim Krzyżem Wolności III klasy.

## Prace
- Apytalnik (Wilno 1935)
- Powieści i apawiadańni Krywickich lietapiscau (Wilno 1937)
- Historyja biełaruskaj mowy (Wilno 1939)